# UCS
株式会社UCS（ユーシーエス、英: UCS CO., LTD.）は、パン・パシフィック・インターナショナルホールディングス傘下の金融事業会社であり、クレジットカード事業を行う登録割賦購入あっせん業者・貸金業・保険代理店業者である。
国際ブランドとしてMasterCard、JCB及びVISAブランドのクレジットカードを発行している。かつては、VISAブランドの場合、 Visa TouchとQUICPayの両方に対応していたが、 Visa Touchについては、現在は受付を終了し、どのブランドでもUCS QUICPayが発行できるようになった。クレジットカード会員数は283万人、電子マネー会員数は223万人である。全社の取扱高は9164億円。（2019年（平成31年）2月現在）
電子マネーmajicaを発行している。かつては電子マネーunikoも発行・運用していたが2020年4月30日をもって終了した。

## クレジットカード

### 主要カード
UCSカード
パン・パシフィック・インターナショナルホールディングスの買収前のユニーの子会社時からある主要カード。アピタでは、毎月9のつく日にUCSカードを使って購入すると衣料品、日用品などが5%OFFになる。ポイントは、200円に1ポイントで、majicaアプリに登録するとmajicaポイントが、登録していないとUポイントが貯まる。現在はUCSカードmajicaへの移行が進められているため新規募集はしていない。国際ブランドは、Visa、Mastercard、JCB。年会費は無料。
UCSカードmajica
前述のUCSカードの後継で、現在の主力カード。UCSカードの機能に、majica機能が一体になっているカード。券面も、縦型デザインになっており、カード番号なども、裏側になっている。その他は、UCSカードと同様。
UCSゴールドカード
UCSカードの機能に加えて、航空ラウンジとボーナスポイントなどに機能があるゴールドカード。年会費は、3300円。国際ブランドは、Visa、Mastercard、JCB。
UCS majica donpen card
SMBCファイナンスサービスと提携して発行していたカードのUCS版。UCSカードmajicaと並んで現在の主力カード。UCSカードの機能に、majica会員サービスやclub donpen offなどがプラスされている。国際ブランドはMastercard、JCB。

## 略歴
- 1973年（昭和48年）- 株式会社ユニーサービス設立。
- 1990年（平成2年）- 株式会社ラブァンス設立。
- 1991年（平成3年）- 株式会社ユニーカードサービス設立[1]。
- 1997年（平成9年）- 株式会社ユーシーエスサービス設立[1]。
- 1998年（平成10年）- ユニーサービスがラブァンスを合併。
- 2004年（平成16年）- ユニーカードサービスを存続会社として、ユニーサービス及びユーシーエスサービスを合併。商号を株式会社UCSに変更[1]。
- 2005年（平成17年） 
  - センチュリーインシュアランスサービス株式会社（東京都江東区、保険代理店業）を合併[1]。
  - ジャスダックに上場[1]。
- 2007年（平成19年）
  - モール型ショッピングセンター対応「WALKカード」発行。
  - 非接触IC決済「QUICPay」、「VisaTouch」発行。
- 2010年（平成22年） - SBIホールディングス系列のSBIモーゲージと提携。住宅ローン事業に進出。
- 2013年（平成25年）11月21日 - 電子マネーunikoの供用を開始[1]。
- 2018年（平成30年）
  - 4月25日 - 上場廃止[3]。
  - 5月1日 - 株式交換によりユニーの完全子会社となる[3]。
- 2021年（令和3年）10月 - 株式交換により、親会社がユニーからパン・パシフィック・インターナショナルフィナンシャルサービスに移管。

## 店舗
アフラック生命保険の代理店としてユニーのショッピングセンター内に店舗を設け、金融商品の販売も行っている。
- UCS保険サービスショップ：けやきウォーク前橋　リバーサイド千秋　アクアウォーク大垣（SBI住宅ローン/SBI保険プラザ併設）、他計7店舗
- アフラックサービスショップ：ラザウォーク甲斐双葉　リーフウォーク稲沢、他計27店舗
- よくわかる!ほけん案内：エアポートウォーク名古屋、1店舗

## 営業所
- 関東営業所（神奈川県横浜市神奈川区）
- 静岡営業所・静岡保険センター（静岡県静岡市駿河区）
- 北陸営業所・北陸保険センター（石川県白山市）

## uniko
UCSはかつて、ユニーグループで使用できるプリペイド方式の磁気型電子マネー「uniko」（ユニコ）を発行していた。
2013年11月21日よりサービスを開始、2020年4月30日をもって終了した。
アピタ、ピアゴ、およびアピタ・ピアゴ・MEGAドン・キホーテUNY内の一部専門店で利用ができた。2016年8月21日に廃止となったユーホームや2017年10月31日までピアゴ関東が運営していたベンガ・ベンガでも利用が可能であった。ユーホームから改装したDCMカーマやフレスコ関東の運営になったベンガベンガは利用不可で、当時ユニーグループ内だったminiピアゴにも導入されなかった。カードの申し込みは店頭のみで、ネット上では受け付けていなかった。
チャージ上限額の5万円を超えて支払う場合は、ユニコ残高からチャージ残高全額を引き、差額を現金、ユニー・ファミリーマートグループ商品券、UCSカードのいずれかで支払い、商品券やクレジットカードと併用可否は一部専門店は異なった。2020年4月2日から同月30日まではチャージ終了に伴い、ユニコ残高不足となる場合も同様だった。majicaと併用払いやunikoを含む支払いで、majicaのランク対象金額加算は一切出来なかった。
ポイントは200円につき1ポイント付与され、ファミリーマートを除いて即時還元されていたMEGAドン・キホーテUNY、ドン・キホーテUNYは専門店も含め2020年1月4日から、閉店店舗は閉店前からそれぞれ実施された。2020年5月1日時点で保有する残高、ポイントは2021年4月20日までの間、majicaポイントへ移行可能措置が取られた。
名称の由来は、あなたの「ユー」とユニーグループの「ユニー」、お客様の笑顔「ニコッ!」を足したもので、公式キャラクターは公募で「ゆにぴょん」とされた。

### ユニー・ファミリーマートホールディングス発足後の取り扱い
ユニー・ファミリーマートホールディングス発足後、ユニコカードはアピタ、ピアゴで利用が可能であった。
MEGAドン・キホーテUNYへ業態転換店舗は2020年1月31日まで利用可能であったが、アピタは毎月9日、19日、29日、ピアゴは毎週金曜日に行っていた5%OFF感謝デーなど特典の対象からUCSカード、majicaとともに除外された。一方ドン・キホーテグループの電子マネーであるmajicaで適用されている、1001円（税込）以上の買い物で支払い金額の1円単位の額を切り捨てる（2020年7月1日以降は5円未満の端数のみ）、円満快計などの特典がほぼ同等で受けられた。現在はmajicaの他にUCSカードでも受けられる。カードへのチャージもチャージ機のみの取り扱いとなっていた。2019年12月31日にチャージの取り扱いを先行終了し、通常のドン・キホーテは利用不可となる。
サークルK、サンクスは、ファミリーマートへ移行していない店舗は、統合当初から移行直前まで利用が可能で、カードの販売を継続する店舗もあった。ファミリーマートへ移行した店舗、以前からファミリーマートとして営業していた店舗、サークルKやサンクス以外からの転換店舗は、それぞれ利用できなかったが、2018年4月24日から全店舗で取り扱いを開始した。毎週土曜日、日曜日の2倍デーは対象外のほかポイント数の表示がされなかった。この他ファミリーマートではユニーグループのライバルに当たるイオングループ が手掛けるWAONを2009年10月より導入してきた。ユニコカードと競合する形になるが統合後も引き続き利用可能なほかサークルK、サンクスについても統合2日前の2016年8月30日よりWAONを導入し両方が利用可能となっていた。のちのuniko廃止後もファミリーマートではWAONが利用できる一方で、majicaは導入していない。スタイルワン商品でもファミリーマートコレクションに移行するまではサークルK、サンクスでWAONでの購入が可能であった。
ファミリーマートでは2020年3月31日23時に取り扱いを終了。他の加盟店舗は2020年4月1日に入金を、2020年4月30日にサービスをそれぞれ終了し、以降はmajicaへ移行した。アピタ、ピアゴ、MEGAドン・キホーテUNY店舗の専門店は2020年秋のmajica導入を予定していたが少し遅れて2020年12月より順次導入されている（専門店はチャージ、ランクアップ対象金額加算、5％OFFなどの割引特典、円満快計の対象外）。そのため、2020年5月1日から導入日（店舗により異なる）までの間はuniko、majicaのいずれも利用出来ない状態が続いていた。移行に際して2020年4月1日から12月31日（期間内にUDリテール運営店舗への転換、完全閉店の店舗は最終営業日）まで、アピタ・ピアゴ・ユーストア（MEGAドン・キホーテUNY転換店を除く）でuniko所持客にUNYmajicaを無償で配布していた。
2020年4月3日から2021年4月20日まで、majicaアプリで、2020年5月1日から2021年4月20日までアピタ・ピアゴ・ユーストアの店頭で、それぞれ残高をmajicaへ移行できた（カードの無料配布は2020年12月31日で終了したが以降も残高の移行は2021年4月20日までは可能であった。ただし2019年3月1日から2020年2月29日までに加算されたポイントは2021年2月28日をもって失効するため同年3月1日以降は移行できなかった）。

### 沿革
- 2013年（平成25年）11月21日 - アピタ（精華台店は除く）・ピアゴでサービスを開始。
- 2014年（平成26年）
  - 2月21日 - アピタ精華台店でのサービスを開始。
  - 7月18日 - サークルK・サンクスでサービス開始。
  - 7月22日 - アピタのインターネットショッピングでサービス開始。
  - 8月1日 - アピタ・ピアゴ78店舗のショッピングセンター内の専門店（アピタ田富店の専門店を除く）でサービス開始。
  - 8月21日 - アピタ田富店内の専門店でサービス開始。
  - 9月3日 - ナガイ（現：フレスコ関東）が運営するベンガベンガの店舗へ導入開始（2017年10月31日利用終了）。
- 2015年（平成27年）2月20日 - UCSカード提示による現金支払いでの割引を終了（これをもってユニコに完全移行）。
- 2018年（平成30年）4月24日 - ファミリーマートでも当カードの取り扱いを開始。
- 2019年（令和元年）
  - 10月1日 - ファミリーマートの店舗（一部店舗を除く）にてキャッシュレス還元の対象となる（即時2%還元）。
  - 12月31日 - ユニコカードの販売（新規入会）を終了[7] 。MEGAドン・キホーテUNY、ドン・キホーテUNYの店舗における、チャージの先行終了。
- 2020年（令和2年）
  - 1月26日 - MEGAドン・キホーテUNY、ドン・キホーテUNYにて日曜日ユニコポイント2倍特典を終了。同時に通常のドン・キホーテを含めUCSカードでの日曜日Uポイント2倍も終了。
  - 1月31日 - MEGAドン・キホーテUNY、ドン・キホーテUNYの店舗にて支払い終了（ただし専門店(一部除く)は4月30日まで利用可）[8]。
  - 2月17日 - UCSカードのUポイントからユニコへの交換終了。
  - 2月29日 - アピタ、ピアゴ店舗でのボーナスポイント特典終了（同時にUCSカードのクレジット払いでもボーナスポイント特典を終了）。
  - 3月1日 - アピタ、ピアゴの直営、専門店（対応店舗のみ）にて、支払時の残存ポイントがオートチャージされるようになる[9]（2月29日に失効のポイントは対象外。ファミリーマートでは未実施。MEGAドン・キホーテUNY、ドン・キホーテUNYの専門店(ユニコ対応店舗のみ)はそれらの直営と同じ1月4日より対応している）。
  - 3月29日 - アピタ、ピアゴ店舗での日曜日ユニコポイント2倍特典終了（同時にUCSカードのクレジット払いで日曜日Uポイント2倍特典も終了）。
  - 3月31日 - 23時00分をもってファミリーマート店舗でのチャージ、取扱先行終了[8] 。これに伴い6月30日まで実施されたキャッシュレス還元もユニコは対象から外れる。またmajicaの導入予定はない。ユニコポイントのオートチャージは非対応であったほかmajicaへの交換も出来ない。
  - 4月1日 - アピタ、ピアゴ店舗でのチャージ終了[9]。またアピタ、ピアゴ店舗にてユニコ提示（返却不要）によるUNY majica配布開始（緑ベースのデザインのみ。アピタンデザインは無料配布の対象外）[9]。ユニコと現金の併用払いによる5%引き特典開始（アピタ宇都宮店など一部店舗では先行実施していた。他社クレジットカード、他社電子マネーの併用払いは割引対象外）。
  - 4月3日 - majicaアプリにてunikoからUNY majica以外を含むmajicaへの残高の移行を開始。
  - 4月5日 - アピタ、ピアゴ店舗のセルフレジでの取扱先行終了。
  - 4月6日 - アピタ、ピアゴ店舗の直営レジにmajica導入（専門店は2020年12月以降に順次対応、5月1日～当面の間ユニコ、majicaのいずれも利用不可だった）。majicaアプリでのunikoの残高移行開始[10]。
  - 4月19日 - ユニコ（UCSカードも含む）でのPOSAカード購入取扱終了。アピタ宇都宮店の衣料品・暮らしの品売場での取扱先行終了（食品売場は新型コロナウイルス感染症の流行に伴い6月7日まで営業を継続したため、ユニコも他店同様4月30日まで利用可能であった）。
  - 4月24日 - ピアゴ店舗での5%引き終了。UCSカード、majicaでの割引は翌週の5月1日に愛知、三重県の一部店舗（1店舗しかなかった滋賀県もこの時点）で終了し同年11月20日をもって愛知、岐阜、三重県の店舗は終了した。静岡県の富士宮店（現在は「パワースーパーピアゴ」）、大覚寺店、福井県唯一の店舗である丸岡店も2021年2月26日をもって廃止した。石川県のユーストア金沢ベイ店は改装のタイミング（2021年6月18日）で廃止した。静岡県の大半の店舗と富山県の店舗、金沢ベイ店の改装に伴い石川県唯一のピアゴとなった白山店は現在も継続している。撤退した神奈川県の店舗は閉店まで継続していた。
  - 4月29日 - アピタ店舗での5%引き終了（UCSカード、majicaでの割引は継続、ただし松阪三雲店の食品レジ、KURADEN、アピタクロージングは対象外）。
  - 4月30日 - アピタ、ピアゴ店舗（ラスパ、ウォーク専門店も含む）、MEGAドン・キホーテUNY、ドン・キホーテUNYの店舗内に出店している専門店での支払い終了[7][8]。これに伴い全ての加盟店での取扱を終了する。
  - 5月1日 - アピタ、ピアゴ店舗のサービスカウンターにてユニコからUNY majicaへの残高の移行を開始[10]。
  - 12月31日 - アピタ、ピアゴ店舗でのユニコ提示でのmajicaの無料配布を終了（ただしアピタ掛川店、ピアゴ香久山店、アピタ会津若松店、アピタ高森店、アピタ精華台店、ピアゴ吉良店は無料配布期間中の閉店に伴い先行終了している。MEGAドン・キホーテUNYでは無料配布対象外）[10]。

## majica
当社の発行する電子マネーカードとしては、uniko以外にmajicaも存在する。